# Морозов, Иван Константинович (Герой Советского Союза)
Ива́н Константи́нович Моро́зов (26 декабря 1923, Большая Кандарать, Симбирская губерния — 13 августа 1943, Змиёвка, Орловская область) — старший лейтенант Рабоче-крестьянской Красной Армии, участник Великой Отечественной войны, Герой Советского Союза (1943).

## Биография
Иван Морозов родился 26 декабря 1923 года в селе Большая Кандарать (ныне — Карсунский район Ульяновской области). Окончил десять классов школы. В июле 1941 года Морозов был призван на службу в Рабоче-крестьянскую Красную Армию. Ускоренным курсом окончил Пензенское артиллерийское училище. С апреля 1942 года — на фронтах Великой Отечественной войны.
К июлю 1943 года старший лейтенант Иван Морозов командовал батареей 11-го артиллерийского полка 73-й стрелковой дивизии 48-й армии Центрального фронта. Отличился во время Курской битвы. 24 июля 1943 года батарея Морозова отразила четыре немецких контратаки в районе села Змиёвка Свердловского района Орловской области. В критический момент боя Морозов вызвал огонь на себя, при этом погибнув сам. Похоронен в братской могиле в селе Покровское Покровского района Орловской области.
Указом Президиума Верховного Совета СССР от 16 ноября 1943 года за «образцовое выполнение боевых заданий командования на фронте борьбы с немецкими захватчиками и проявленные при этом мужество и героизм» старший лейтенант Иван Морозов посмертно был удостоен высокого звания Героя Советского Союза. Также был награждён орденами Ленина и Красной Звезды. Навечно зачислен в списки личного состава воинской части.

Наградной лист на Героя Советского Союза старшего лейтенанта Ивана Константиновича Морозова
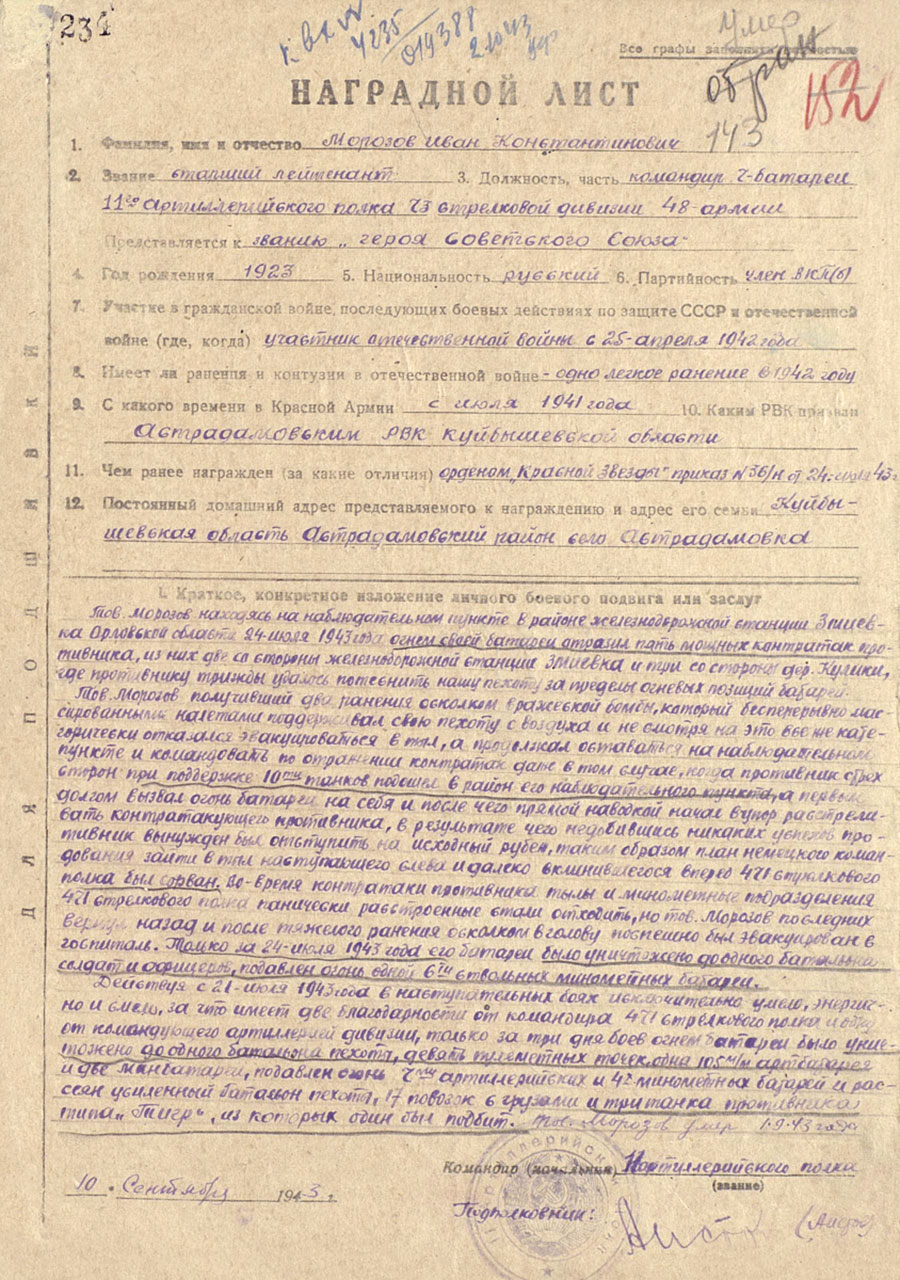
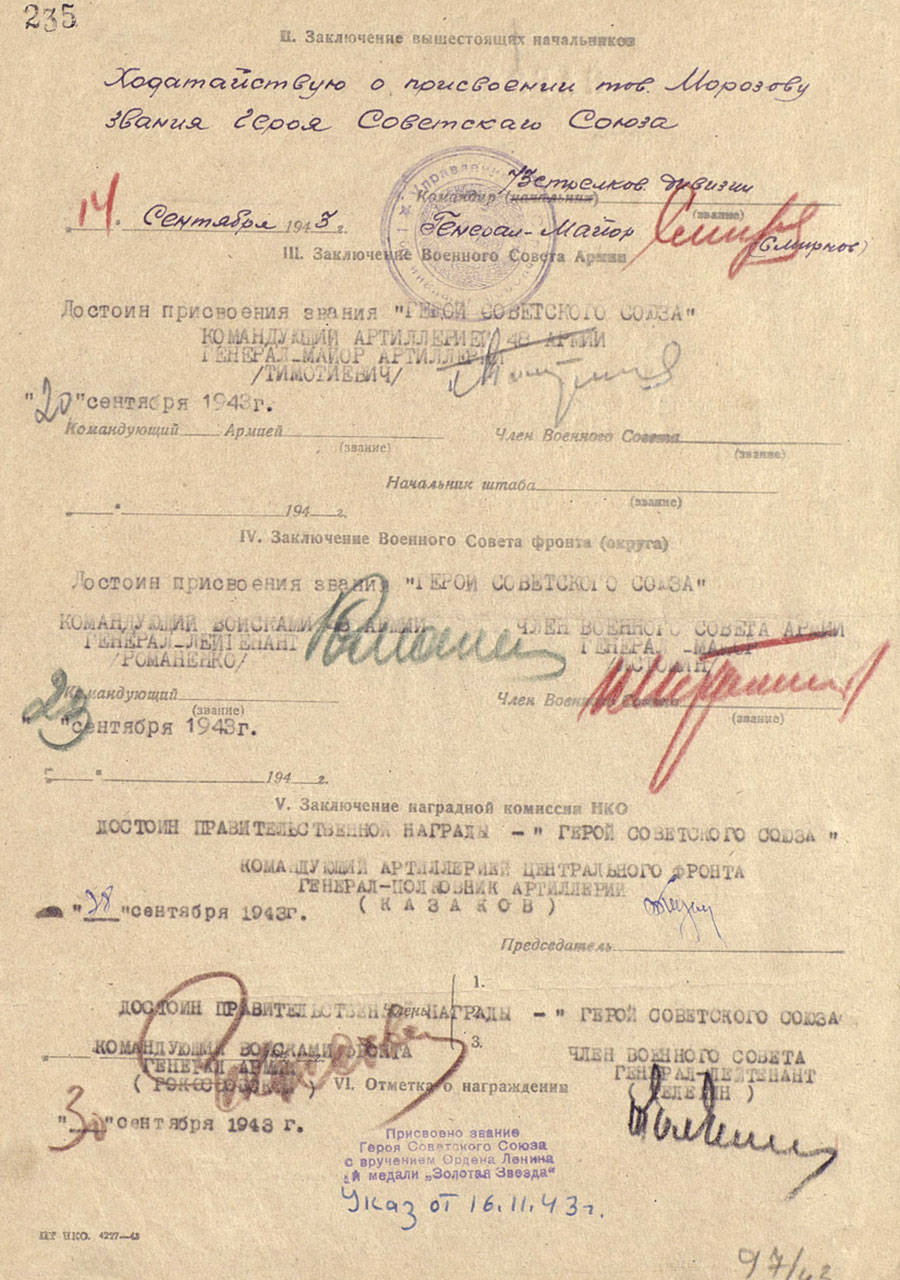

Памятный знак Морозову установлен в Змиёвке.